# Canton de Caen-4
Le canton de Caen-4 est une division administrative française située dans le département du Calvados et la région Normandie.
À la suite du redécoupage cantonal de 2014, les limites territoriales du canton sont remaniées.

## Géographie
Ce canton est organisé au nord de Caen dans l'arrondissement de Caen.

## Histoire
Le 6 brumaire an X, la ville de Caen et ses environs sont divisés en deux cantons. Le canton de Caen-Nord est formé par la partie de la commune de Caen située au nord de la route de Paris à Cherbourg, ainsi que par les communes de Saint-Contest, Épron, Saint-Germain-la-Blanche-Herbe et Hérouville. 
L'ordonnance du 30 décembre 1815 crée le canton de Caen-Est. Saint-Contest, Épron, Hérouville-Saint-Clair, Mondeville, Fleury-sur-Orne, Cormelles-le-Royal et Ifs y sont incorporés.
Le décret du 8 août 1967 crée le canton de Caen-Nord en intégrant Authie, Carpiquet, Saint-Contest, Saint-Germain-la-Blanche-Herbe et Épron. 
Le décret du 2 août 1973 crée le canton de Caen-IV composé des communes d'Hérouville-Saint-Clair et de Mondeville. Le chef lieu de ce canton est Caen, mais il ne semble pas qu'une partie du territoire de Caen soit intégrée dans ce canton.
Finalement, le canton de Caen-4 n'intègre qu'une partie de Caen et la commune d'Épron.
Un nouveau découpage territorial du Calvados entre en vigueur en mars 2015, défini par le décret du 17 février 2014, en application des lois du 17 mai 2013 (loi organique 2013-402 et loi 2013-403). Les conseillers départementaux sont, à compter de ces élections, élus au scrutin majoritaire binominal mixte. Les électeurs de chaque canton élisent au Conseil départemental, nouvelle appellation du Conseil général, deux membres de sexe différent, qui se présentent en binôme de candidats. Les conseillers départementaux sont élus pour 6 ans au scrutin binominal majoritaire à deux tours, l'accès au second tour nécessitant 12,5 % des inscrits au 1er tour. En outre la totalité des conseillers départementaux est renouvelée. Ce nouveau mode de scrutin nécessite un redécoupage des cantons dont le nombre est divisé par deux avec arrondi à l'unité impaire supérieure si ce nombre n'est pas entier impair, assorti de conditions de seuils minimaux. Dans le Calvados, le nombre de cantons passe ainsi de 49 à 25.

## Représentation

### Conseillers généraux de l'ancien canton de Caen-Nord (jusqu'en 1973)
| Période | Période | Identité          | Étiquette | Qualité                                                                      |
| ------- | ------- | ----------------- | --------- | ---------------------------------------------------------------------------- |
| 1961    | 1973    | Robert de Caumont | DVG       | Administrateur civil, sous-préfet, fondateur des Groupes d’action municipale |

### Représentation de 1973 à 1982
| Période | Période | Identité                  | Étiquette | Qualité                                                                                |
| ------- | ------- | ------------------------- | --------- | -------------------------------------------------------------------------------------- |
| 1973    | 1982    | Jacques Bayon (1930-2004) | PCF       | Instituteur, maire de Blainville-sur-Orne (1965-1995), conseiller régional (1986-1989) |

### Représentation de 1982 à 2015
| Période | Période | Identité            | Étiquette | Qualité                                                                                                   |
| ------- | ------- | ------------------- | --------- | --- |
| 1982    | 1998    | Brigitte Le Brethon | RPR       | Professeur agrégé d'économie et de gestion, vice-présidente du conseil général, maire de Caen (2001-2008) |
| 1998    | 2015    | Antoine Casini      | PS        | Attaché parlementaire, élu en 2015 dans le nouveau canton de Caen-3                                       |

### Représentation après 2015
| Période élective | Période élective | Mandat | Mandat   | Identité          | Nuance | Nuance | Qualité |
| ---------------- | ---------------- | ------ | -------- | ----------------- | ------ | ------ | --- |
| 2015             | 2021             | 2015   | 2021     | Gilles Déterville |        | PS     | Conseiller municipal de Caen Président du groupe socialiste au conseil départemental Premier secrétaire fédéral du PS Ancien conseiller général du canton de Caen-9 |
| 2015             | 2021             | 2015   | 2021     | Corinne Féret     |        | PS     | Conseillère municipale de Caen Conseillère régionale de Basse-Normandie (2004-2015) Sénatrice du Calvados (depuis 2015)                                             |
| 2021             | 2028             | 2021   | en cours | Francis Joly      |        | EELV   | Technico-commercial Conseiller municipal de Caen (depuis 2020) |
| 2021             | 2028             | 2021   | en cours | Martine Kerguélen |        | PS     | Comptable |

### Résultats détaillés

#### Élections de mars 2015
À l'issue du 1er tour des élections départementales de 2015, deux binômes sont en ballottage : Gilles Déterville et Corinne Féret (PS, 32,23 %) et Jean Debelle et Émilie Rochefort (Union de la Droite, 24 %). Le taux de participation est de 47,75 % (6 657 votants sur 13 942 inscrits) contre 51,43 % au niveau départemental et 50,17 % au niveau national.
Au second tour, Gilles Déterville et Corinne Féret (PS) sont élus avec 58,69 % des suffrages exprimés et un taux de participation de 45,7 % (3 423 voix pour 6 371 votants et 13 942 inscrits).

#### Élections de juin 2021
Le premier tour des élections départementales de 2021 est marqué par un très faible taux de participation (33,26 % au niveau national). Dans le canton de Caen-4, ce taux de participation est de 31,19 % (4 180 votants sur 13 402 inscrits) contre 34,31 % au niveau départemental. À l'issue de ce premier tour, deux binômes sont en ballottage : Francis Joly et Martine Kerguélen (Union à gauche avec des écologistes, 49,52 %) et Cécile Cottenceau et Théophile Kanza Mia Diyeka (DVD, 36,77 %).
Le second tour des élections est marqué une nouvelle fois par une abstention massive équivalente au premier tour. Les taux de participation sont de 34,3 % au niveau national, 34,65 % dans le département et 31,63 % dans le canton de Caen-4. Francis Joly et Martine Kerguélen (Union à gauche avec des écologistes) sont élus avec 61,43 % des suffrages exprimés (2 459 voix pour 4 238 votants et 13 399 inscrits),,.

## Composition

### Composition de 1973 à 1982
Le canton de Caen-IV était composé des communes d'Hérouville-Saint-Clair et de Mondeville.

### Composition avant 2015

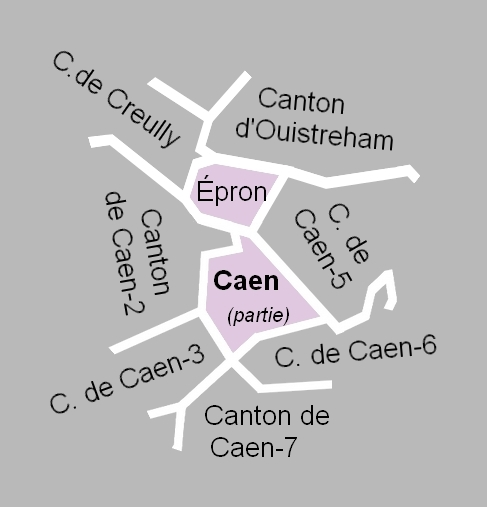
La carte des communes de l'ancien canton. Les cantons limitrophes étaient ceux de Creully, d'Ouistreham, de Caen-5, de Caen-6, de Caen-7, de Caen-3 et de Caen-2.

Situation du canton dans l'arrondissement de Caen (hors Caen).

Le canton de Caen-4 se composait d'une fraction de la commune de Caen et de la commune d'Épron. Il comptait 14 539 habitants en 2012 (population municipale).
Les quartiers de Caen compris dans ce canton étaient ceux de la Pierre-Heuzé (bureau de vote 13) et du Calvaire Saint-Pierre (bureau 14). La limite cantonale était déterminée « par l'axe des voies suivantes : à l'ouest, chemin départemental no 7 de Caen à Courseulles-sur-Mer, boulevard du Maréchal-Juin, boulevard du Général-Weygand, avenue de Courseulles, rue du Magasin-à-Poudre (jusqu'à l'esplanade de la Paix) ; au sud, avenue d'Édinbourg, rue de la Délivrande, rue du Duc-Richard, rue d'Hérouville, avenue Victor-Vinde ; à l'est, la limite avec la commune d'Hérouville-Saint-Clair ».
À la suite du redécoupage des cantons pour 2015, la totalité de ce territoire (Épron et partie caennaise) est rattachée au canton de Caen-3.

### Composition après 2015
| Nom                          | Code Insee | Intercommunalité | Superficie (km2) | Population (dernière pop. légale)                 | Densité (hab./km2) | Modifier                                    |
| ---------------------------- | ---------- | ---------------- | ---------------- | ------------------------------------------------- | ------------------ | ------------------------------------------- |
| Caen (bureau centralisateur) | 14118      | CU Caen la Mer   | 25,70            | Fraction : 27 679 (2022) Commune : 108 398 (2022) | 4 218              | modifier les données · modifier les données |
| Canton de Caen-4             | 1408       |                  |                  | 27 679 (2022)                                     |                    | modifier les données                        |

Le canton de Caen-4 comprend la partie de la commune de Caen située au sud d'une ligne définie par l'axe des voies et limites suivantes : depuis la limite territoriale de la commune d'Hérouville-Saint-Clair, rue Basse, rue des Prairies Saint-Gilles, place Courtonne, quai Vendeuvre, rond-point de l'Orne, quai de Juillet, pont Churchill, rue de la Gare, rue d'Auge à partir du numéro 82, rue de Falaise, rue de l'Eglise-de-Vaucelles, rue de Branville, avenue d'Harcourt jusqu'à la limite territoriale de la commune de Fleury-sur-Orne. Le bureau centralisateur de ce canton est le bureau centralisateur de la commune de Caen.

## Démographie

### Démographie avant 2015
| 1975 | 1982 | 1990   | 1999   | 2006   | 2011   | 2012   |
| ---- | ---- | ------ | ------ | ------ | ------ | ------ |
| -    | -    | 15 221 | 15 418 | 14 587 | 14 702 | 14 539 |

### Démographie depuis 2015
En 2022, le canton comptait 27 679 habitants, en évolution de +7,25 % par rapport à 2016 (Calvados : +1,58 %, France hors Mayotte : +2,11 %).
| 2013   | 2018   | 2022   |
| ------ | ------ | ------ |
| 25 914 | 26 861 | 27 679 |